# Estilo parta
O estilo parta é um estilo ( sabk ) da arquitetura histórica iraniana definida por Karim Pirnia. Este estilo arquitetónico inclui projetos dos Períodos Selêucida (310–140 a.C.), Parta (247 a.C.–224 d.C.) e sassânida (224–651 d.C.), e atingiu o apogeu no Período Sassânida.
Exemplos deste estilo são Galé Doctar, os complexos reais em Nisa, o Templo de Anaíta, Khorheh, Hatra, a abóbada de Ctesifonte, Bixapur, e o Palácio de Artaxes em Ardexir Cuarré (Firuzabade).
O estilo de arquitetura parte apareceu após a conquista do Império Aquemênida por Alexandre, o Grande, no século III a.C., e historicamente inclui as eras sassânida, parta e pós-islâmica, até os séculos IX e X.  Os vestígios do estilo arquitetónico deste período são poucos, embora muito tenha sido emprestado e incorporado dos projectos e métodos gregos, os arquitetos e construtores desta época também empregaram muitos conceitos inovadores próprios. 

## Galeria

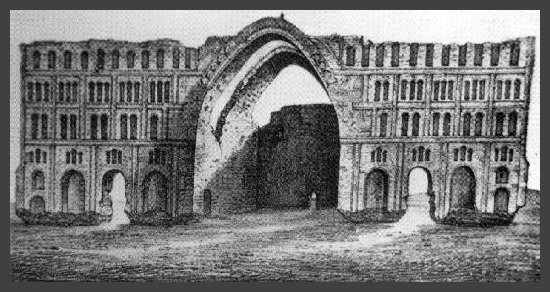
Representação de 1824 do Arco de Ctesifonte
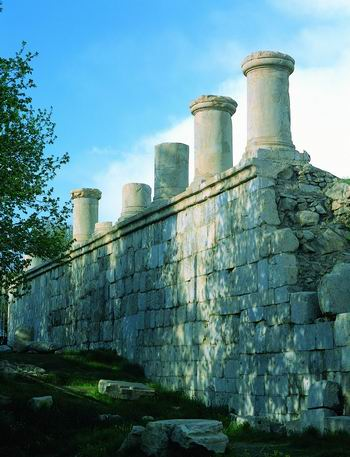
Complexo destruído do Templo de Anaíta
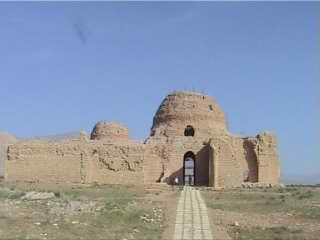
Palácio sassânida em Sarvestão
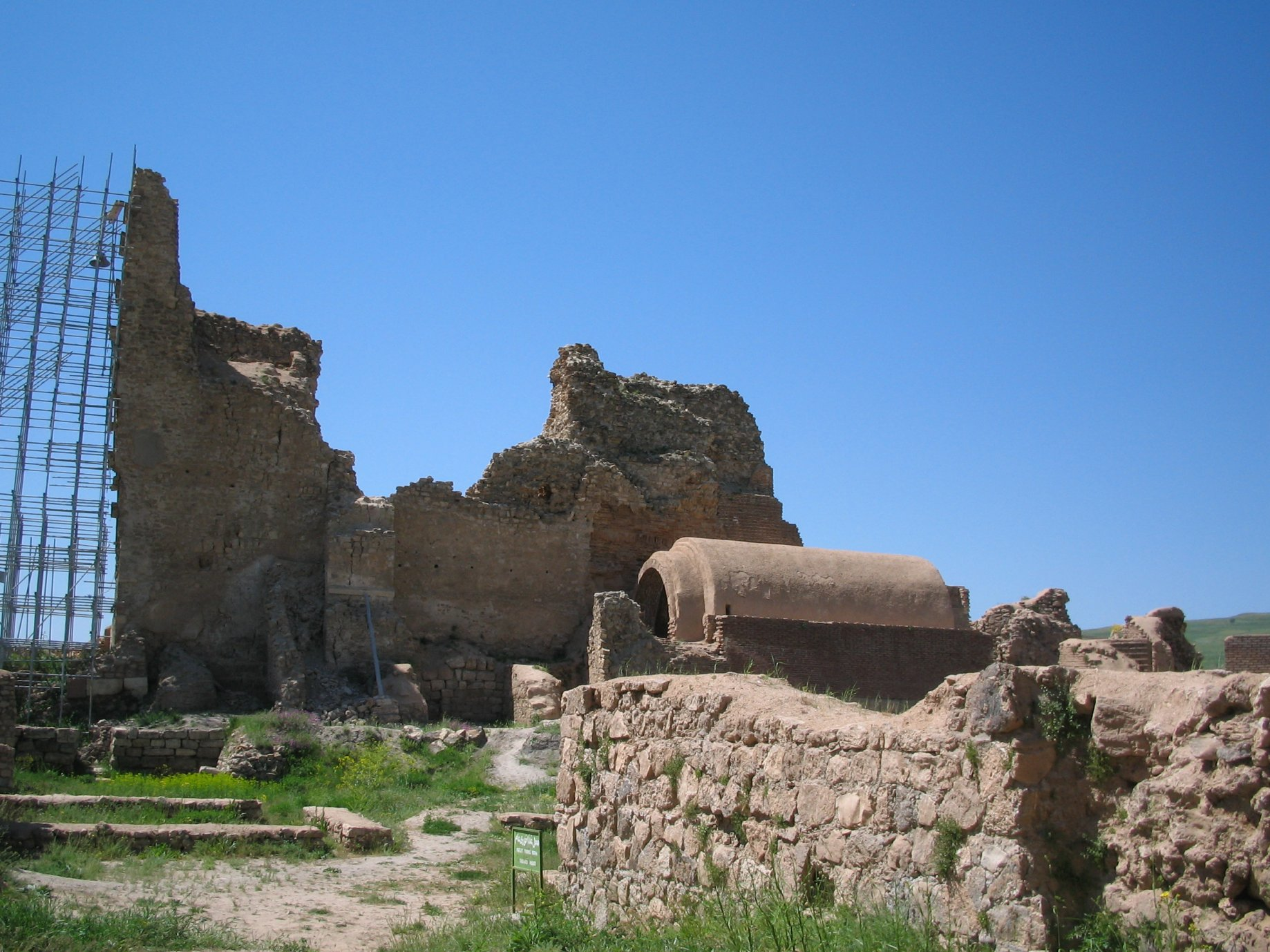
Takht-e Sulaiman
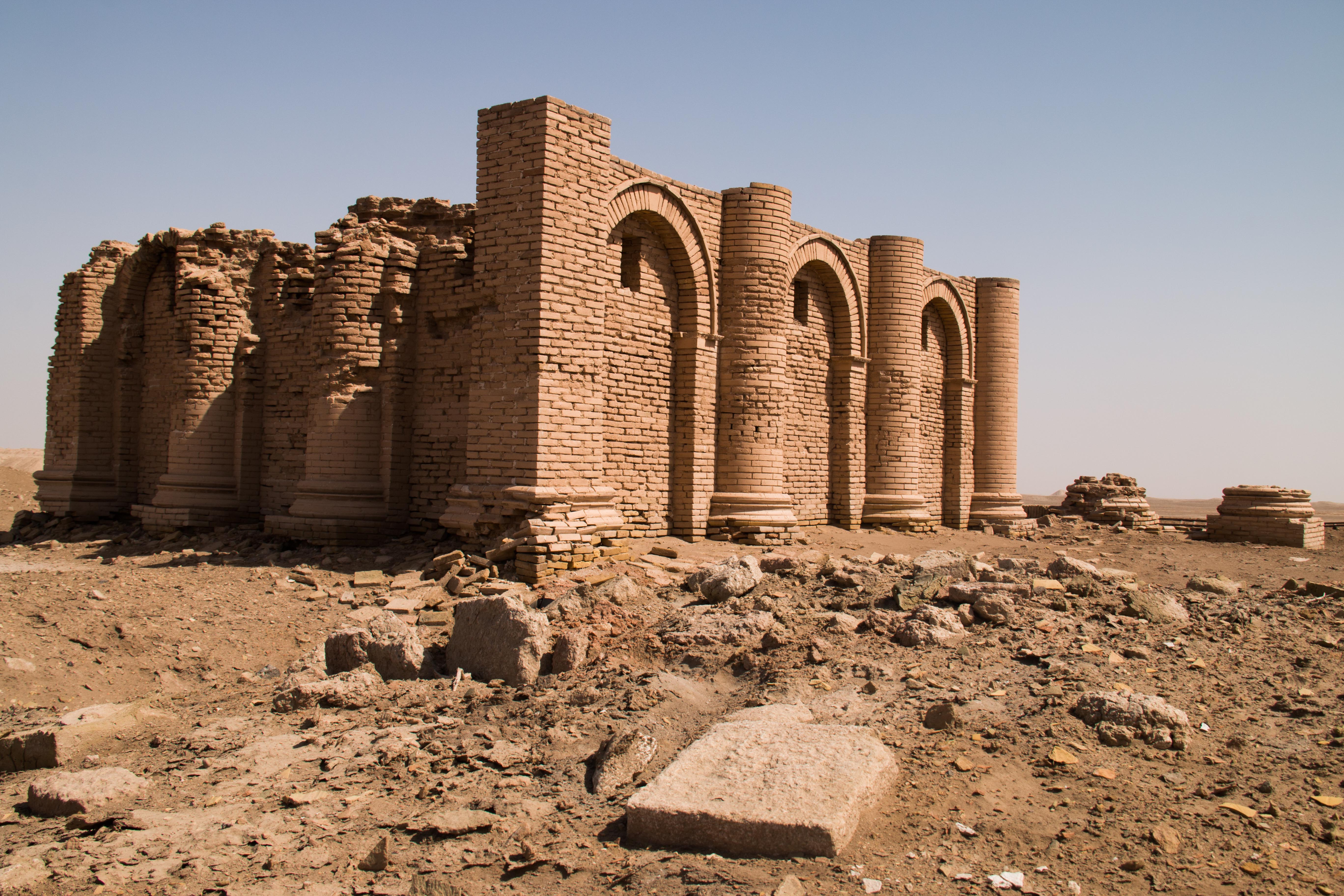
Templo de Gareu, em Uruque